# Juraj Demeč
Juraj Demeč (né le 29 janvier 1945 à Oujhorod) est un ancien athlète tchèque, spécialiste du 100 m.
Il appartenait au Dukla de Prague et concourait pour la Tchécoslovaquie.
Il a participé aux Jeux olympiques de 1972, en étant éliminé en séries sur 100 m. Mais en relais 4 × 100 m, il termine 4e en finale et bat le record de Tchécoslovaquie en 38 s 82 (record en vigueur pour la seule République tchèque jusqu’en 2019, l'équipe, composée de Jaroslav Matoušek, Juraj Demeč, Jiří Kynos, Luděk Bohman, ne comportant aucun Slovaque).	L'année précédente, il remporte la médaille d'or du relais avec 39 s 3 lors des Championnats d'Europe d'athlétisme 1971. Médaille d'argent sur le relais court des Jeux européens en salle 1966.